# Жана-Каратон
Жана́-Карато́н (каз. Жаңа Қаратон) — селище у складі Жилиойського району Атирауської області Казахстану. Адміністративний центр та єдиний населений пункт Жана-Каратонської селищної адміністрації.
У радянські часи існувало смт Каратон, жителі якого через екологічні проблеми в результаті нафтовидобутку були переселені до 2001 року на нове місце, на околиці міста Кульсари.
Населення — 6966 осіб (2021; 6038 у 2009, 6350 у 1999).